# Orgilus lateralis
Orgilus lateralis är en stekelart som först beskrevs av Cresson 1872.  Orgilus lateralis ingår i släktet Orgilus och familjen bracksteklar. Inga underarter finns listade i Catalogue of Life.